# Epiphragma (Epiphragma) fuscodiscale
Epiphragma (Epiphragma) fuscodiscale is een tweevleugelige uit de familie steltmuggen (Limoniidae). De soort komt voor in het Australaziatisch gebied.